# Chilicola xanthognatha
Chilicola xanthognatha is een vliesvleugelig insect uit de familie Colletidae. De wetenschappelijke naam van de soort is voor het eerst geldig gepubliceerd in 2002 door Michener.